# نقره فسفات
نقره فسفات (به انگلیسی: Silver phosphate) یک ترکیب شیمیایی است. شکل ظاهری این ترکیب، جامد زرد است.